# Coleophora argentulella
Coleophora argentulella é uma espécie de mariposa do gênero Coleophora pertencente à família Coleophoridae.